# Cambra e Carvalhal de Vermilhas
Cambra e Carvalhal de Vermilhas (oficialmente: União das Freguesias de Cambra e Carvalhal de Vermilhas) é uma freguesia portuguesa do município de Vouzela, com 32,61 km² de área e 1362 habitantes (censo de 2021). A sua densidade populacional é 41,8 hab./km².

## História
Foi criada aquando da reorganização administrativa de 2012/2013, resultando da agregação das antigas freguesias de Cambra e Carvalhal de Vermilhas.

## Demografia
A população registada nos censos foi:
| Distribuição da População por Grupos Etários | Distribuição da População por Grupos Etários | Distribuição da População por Grupos Etários | Distribuição da População por Grupos Etários | Distribuição da População por Grupos Etários | Distribuição da População por Grupos Etários |
| -------------------------------------------- | -------------------------------------------- | -------------------------------------------- | -------------------------------------------- | -------------------------------------------- | -------------------------------------------- |
| Antes da agregação                           |                                              |                                              |                                              |                                              |                                              |
| Ano                                          | 0-14 anos                                    | 15-24 anos                                   | 25-64 anos                                   | >= 65 anos                                   | Total                                        |
| 2001                                         | 250                                          | 199                                          | 746                                          | 400                                          | 1595                                         |
| 2011                                         | 205                                          | 172                                          | 670                                          | 412                                          | 1459                                         |
| Após a agregação                             |                                              |                                              |                                              |                                              |                                              |
| Ano                                          | 0-14 anos                                    | 15-24 anos                                   | 25-64 anos                                   | >= 65 anos                                   | Total                                        |
| 2021                                         | 150                                          | 144                                          | 659                                          | 409                                          | 1362                                         |